# 曲顥
曲 顥（きょく こう、生年不詳 - 貞明3年（917年））は、曲承裕の子で、静海軍節度使を継いだ。
父の曲承裕が静海軍節度使を称すると、静海軍行営司馬・権知留後となった。曲承裕の死後、その跡を継いで後梁から安南都護・静海軍節度使に封じられた。